# Торрічелла-Таверне
Торрічелла-Таверне (італ. Torricella-Taverne) — громада  в Швейцарії в кантоні Тічино, округ Лугано.

## Географія
Громада розташована на відстані близько 150 км на південний схід від Берна, 17 км на південний захід від Беллінцони.
Торрічелла-Таверне має площу 5,3 км², з яких на 19,8% дозволяється будівництво (житлове та будівництво доріг), 8,7% використовуються в сільськогосподарських цілях, 69,9% зайнято лісами, 1,5% не є продуктивними (річки, льодовики або гори).

## Демографія
2019 року в громаді мешкало 3104 особи (+4,5% порівняно з 2010 роком), іноземців було 27,4%. Густота населення становила 591 осіб/км².
За віковим діапазоном населення розподілялося таким чином: 20,5% — особи молодші 20 років, 59,3% — особи у віці 20—64 років, 20,2% — особи у віці 65 років та старші. Було 1289 помешкань (у середньому 2,4 особи в помешканні).
Із загальної кількості 1547 працюючих 64 було зайнятих в первинному секторі, 673 — в обробній промисловості, 810 — в галузі послуг.